# Ludwigia burchellii
Ludwigia burchellii là một loài thực vật có hoa trong họ Anh thảo chiều. Loài này được (Micheli) H. Hara mô tả khoa học đầu tiên năm 1953.